# Heliconia tridentata
Heliconia tridentata är en enhjärtbladig växtart som beskrevs av Humberto de Souza Barreiros. Heliconia tridentata ingår i släktet Heliconia och familjen Heliconiaceae. Inga underarter finns listade.